# GoodMills România
GoodMills  România este un furnizor de produse din făină, fiind lider pe piața de morărit din România. Face parte din grupul austriac GoodMills Group, este una dintre cele mai vechi companii de profil din țară și, în prezent, deține branduri precum Raftul Bunicii și GoodMills Professional.

## Istoric
- În 1999,  când Loulis Group a intrat pe piața din România, a preluat cele două fabrici de profil din Târgu Mureș și București.[3]
- În 2007, GoodMills Group a cumpărat pachetul de acțiuni de la Loulis Group. În urma acestei tranzacții, Loulis Group și-a schimbat denumirea în Titan SA.[3]
- În 2014, Goodmills Group preia Titan SA și îi schimbă numele în GoodMills România.[4]
- În 2016, GoodMills a vândut divizia de retail și cea de produse de panificație proaspete, rămânând doar cu divizia de morărit și cu o parte din divizia de panificație.[5]
- În 2016, GoodMills lansează făina „Raftul bunicii”.[6]

## Producție
GoodMills  România are în momentul de față două unități de producție, una în București și una în Târgu Mureș.
Unitatea de producție din București (Complexul Pantelimon) are o capacitate anuală de procesare de 223.000 de tone și următoarele facilități:
- 2 mori de grâu Bühler;
- 1 moară de porumb Bühler.[7]

Portofoliul de produse al companiei GoodMills include atat produse pentru acasă (făină 000, făină 650, mălai, griș), cât și produse profesionale (făină pizza, făină foietaj, făină cozonac, făină 550, făină clasică, făină pentru biscuiți, făină pentru napolitane, făină neagră, făină semialbă).

## Rezultate financiare
Cota de piață:
- 2017: 7.45%
- 2016: 9.57%
- 2015: 9.28%
- 2014: 9.74%
- 2013: 10.24%
- 2012: 9.57%
- 2011: 10.72%
- 2010: 9.54%
- 2009: 10.46%
- 2008: 10.82%

Cifra de afaceri:
- 2018: 243.776.322 RON
- 2017: 209.633.259 RON
- 2016: 299.887.877 RON
- 2015: 314.717.603 RON
- 2014: 311.198.756 RON
- 2013: 322.044.107 RON
- 2012: 291.727.881 RON
- 2011: 338.268.130 RON
- 2010: 260.114.259 RON
- 2009: 242.272.593 RON
- 2008: 294.472.572 RON

Număr de angajați:
- 2018: 192
- 2017: 241
- 2016: 706
- 2015: 912
- 2014: 924
- 2013: 897
- 2012: 857
- 2011: 872
- 2010: 881
- 2009: 962

Profit net:
- 2018: -842.917 RON
- 2017: 3.078.028 RON
- 2016: -45.636.681 RON
- 2015: 6.451.089 RON
- 2014: -13.391.446 RON
- 2013: 558.500 RON
- 2012: -7.325.430 RON
- 2011: 8.287.814 RON
- 2010: -348.594 RON
- 2009: 7.675.350 RON
- 2008: 9.794.487 RON